# Eggebek
Eggebek (duń. Eggebæk) – miejscowość i gmina w Niemczech w kraju związkowym Szlezwik-Holsztyn, w powiecie Schleswig-Flensburg, siedziba urzędu Eggebek.